# Theisseil
Theisseil er en kommune i Landkreis Neustadt an der Waldnaab i Regierungsbezirk Oberpfalz i den tyske delstat Bayern. Den er en del af Verwaltungsgemeinschaft Neustadt a.d.Waldnaab.

## Geografi
Theisseil ligger i Naturpark Nördlicher Oberpfälzer Wald
Region Oberpfalz-Nord.
Ud over Theisseil ligger i kommunen landsbyerne Edeldorf, Letzau, Roschau og Wilchenreuth.

## Historie
Theisseil hørte under hertugdømmet Neuburg-Sulzbach, og kom i 1777 under Bayern. Roschau, der nu er en del af kommunen var en del af grevskabet Störnstein (Sternstein) og kom først i 1806 under Bayern. I 1818 dannedes kommunerne Edeldorf, Letzau og Roschau, der i 1972 blev lagt sammen til Theisseil.